# ヴィオランテ・プラシド
ヴィオランテ・プラシド（Violante Placido、1976年5月1日 - ）は、イタリア出身の女優、歌手である。

## 人物
イタリア・ローマ生まれ。父親は俳優・映画監督のミケーレ・プラチド、母親は女優のシモネッタ・ステファネッリ。
1993年、映画デビュー。2012年、『ラスト・ターゲット』のクララ役でハリウッド進出を果たした。
2歳年上のイタリアの映画監督マッシミリアーノ・デピーロと結婚しており、2013年には子供が産まれた。

## 出演作品

### 映画
- 恋するショコラ（英語版） Lezioni di cioccolato (2007年) - セシリア
- ラスト・ターゲット The American (2010年) - クララ
- 裏切りのスナイパー Le guetteur (2012年) - アナ
- ゴーストライダー2 Ghost Rider: Spirit of Vengeance (2012年) - ナディア

### テレビ
- カロル ～ローマ法王への歩み～ Karol, un uomo diventato Papa (2005年) - マリア・ポモルスカ
- 戦争と平和 War and Peace (2007年) - ヘレネ・クラギン
- トランスポーター ザ・シリーズ Transporter: The Series (2012年・2014年) - カテリナ・ボルジュ